# Sandboard
Le sandboard, surf sur sable,  ou la planche de dune au Canada, est un sport de glisse permettant à l'aide d'une planche de dune de dévaler une pente de sable. 
Apparenté au snowboard, il repose sur les mêmes principes mais sur du sable.
Les disciplines :
- Big Air
- Slalom
- Vitesse
- Freestyle

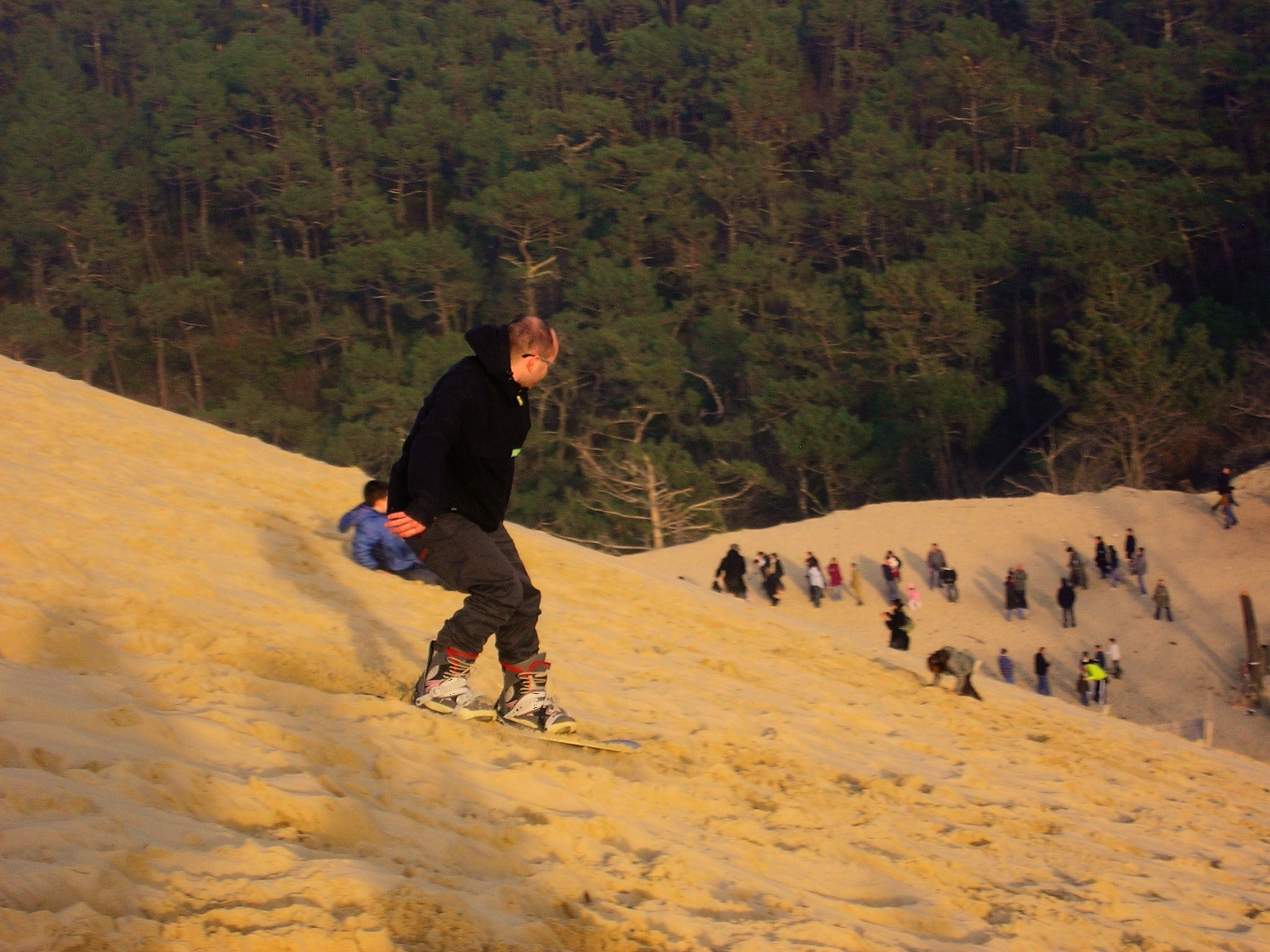
Une personne pratiquant le Sandboard sur la dune du Pyla.

Très répandu aux États-Unis, en Amérique du Sud (Argentine, Brésil, Pérou et Chili), en Australie et même au Japon.
Les épreuves mondiales ont lieu chaque année fin juin, début juillet à Hirschau en Allemagne sur le Mont Kaolino.